# Tathavade
Tathavade è una suddivisione dell'India, classificata come census town, di 7.975 abitanti, situata nel distretto di Pune, nello stato federato del Maharashtra. In base al numero di abitanti la città rientra nella classe V (da 5.000 a 9.999 persone).

## Geografia fisica
La città è situata a 18° 37' 44 N e 73° 44' 53 E.

## Società

### Evoluzione demografica
Al censimento del 2001 la popolazione di Tathavade assommava a 7.975 persone, delle quali 4.290 maschi e 3.685 femmine. I bambini di età inferiore o uguale ai sei anni assommavano a 1.342, dei quali 711 maschi e 631 femmine. Infine, coloro che erano in grado di saper almeno leggere e scrivere erano 4.321, dei quali 2.687 maschi e 1.634 femmine.